# 宏运大道
宏运大道是南京市江宁区的一条东西向主干道，全长约6.3公里（不包括在建部分），西起将军大道，东接新宁杭高速入口，是连接雨花副城与上坊新城的重要快速路通道。该道路不仅是江宁区居民往返南京南站的主要通道，也是南京南站核心区快速路网的重要组成部分。

## 交通与规划

### 道路现状
宏运大道目前被土山机场截成东西两段，中间相隔约2公里，形成“断头路”。西段从花神大道至北沿路、东段从天印大道至宁杭高速出入口已建成，而北沿路—天印大道段正在规划中，规划为双向12车道的城市快速路，其中地面双向8车道、地下为双向4车道的隧道。
部分路段（如双龙大道至民权路段）因历史遗留问题，仅有双向四车道且缺乏慢车道，导致人车混行，存在安全隐患。

### 快速化改造
宏运大道正在进行快速化改造，规划为城市快速路，是南京“井字三环、轴向放射、组团快联”高快速系统的重要组成部分。改造完成后，将显著提升南京南站枢纽功能，缓解绕城公路交通压力，并串联各新城组团。
改造工程计划于2024年开工，重点解决鑫泰国际广场前路段的通行瓶颈问题，预计2025年底完工。

## 公共交通

### 地铁线路

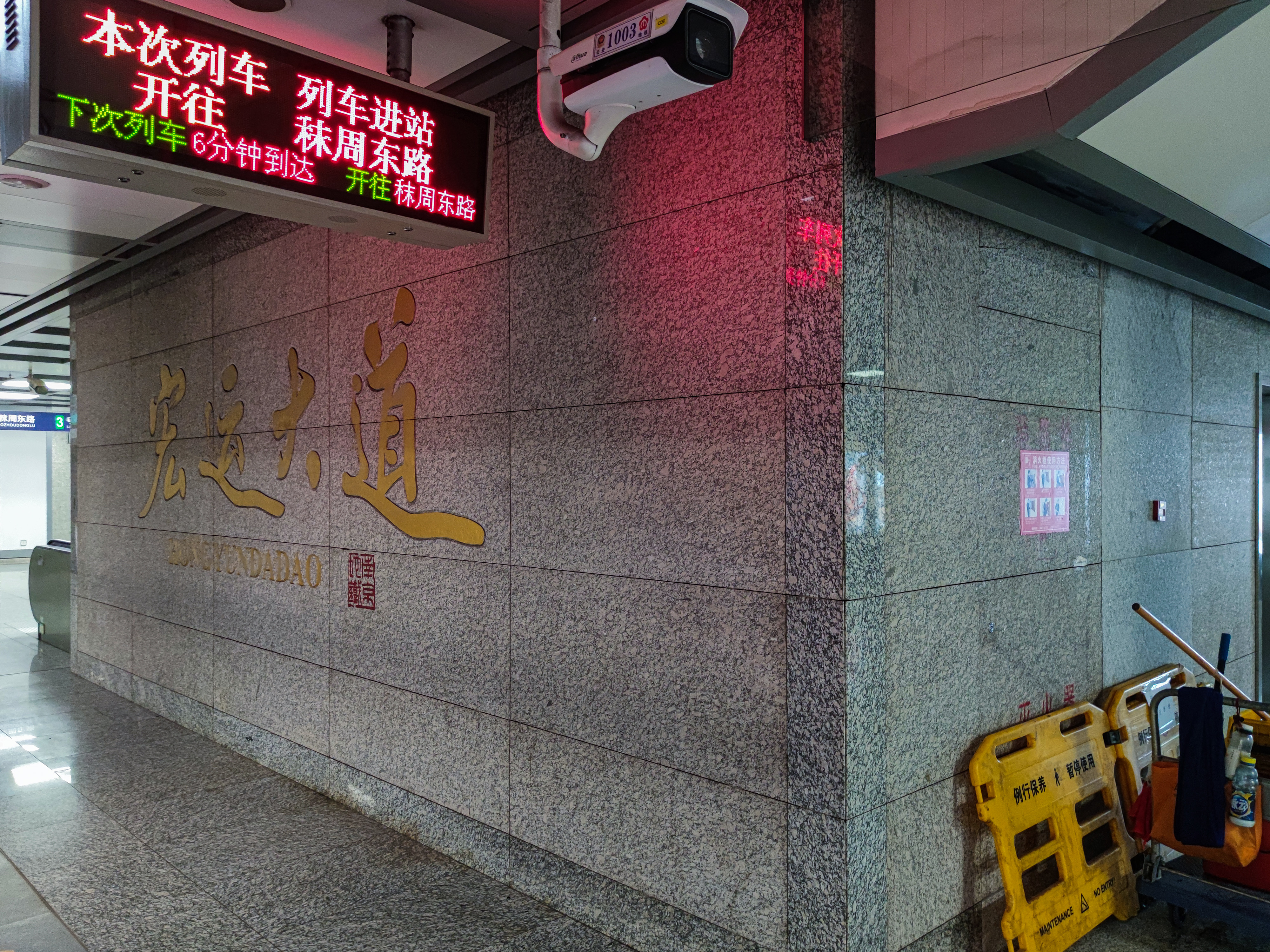
宏运大道站大字壁

宏运大道地铁站是南京地铁3号线站点，位于江宁区，连接林场和秣周东路方向，首班车时间为05:57，末班车时间为23:56。

### 公交与周边交通
宏运大道沿线有多条公交线路，连接江宁区与南京主城区，方便市民出行。此外，绿都大道跨秦淮新河大桥的建设将进一步打通百家湖片区与南京南站的连接，改善区域交通。

## 区域发展与意义

### 商业与居住
宏运大道周边有鑫泰国际广场等商业综合体，以及多所学校，如南京宏运学校和百家湖小学宏运分校，交通流量大，尤其是早晚高峰时段。
随着快速化改造的完成，宏运大道将进一步推动江宁区与南部新城的融合发展，提升区域经济活力。

### 景观与生态
宏运大道的道路景观设计注重交通功能与美学意义的结合，采用四板五带式布局，绿化带中种植多种乔木、灌木和草本植物，提升了道路的观赏性和生态效益。

## 未来展望
宏运大道的快速化改造和区域发展将显著提升南京南站片区的交通通行能力，缓解区域交通压力，并为市民提供更便捷的出行条件。该道路不仅是江宁区的重要交通枢纽，也是南京城市发展的缩影，未来将继续发挥其枢纽作用，推动南部新城的繁荣。
南京宏运大道以其独特的交通与区域地位，成为南京城市发展的重要标志，未来将为市民提供更优质的生活环境和更高效的交通服务。